# Alem Shah Ibrahimi
Alem Shah Ibrahimi es un economista y político afgano, quien se desempeñó como Ministro de Finanzas de ese país.

## Biografía
Posee una maestría en Administración de Empresas de la Universidad Americana de Afganistán y una licenciatura en Economía de la Universidad de Peshawar. Así mismo, tiene un certificado de Técnico Contable de la Asociación de Contadores Certificados Autorizados.
Comenzó su carrera profesional como Oficial de Finanzas de la Agencia de noticias Pajhwok, siendo ascendido a Gerente de Finanzas en seis meses. En 2010 pasó a ser Director Administrativo de la agencia, asumiendo la dirección administrativa y financiera. En 2013 pasó a ser Gerente de Finanzas de FLAG International LLC - Afganistán, empresa en la cual trabajó por más de un año, después de lo cual pasó a ser Especialista en Contabilidad de la Universidad Americana de Afganistán, de la cual también llegó a ser Director Adjunto de Finanzas.
En 2016 se unió al Ministerio de Finanzas como Director de Finanzas y Contabilidad, a lo que le siguió el cargo de director general de Administración y Finanzas, antes de ser nombrado como director general del Tesoro Nacional en junio de 2018.
En junio de 2019 fue designado como director general de Ariana Afghan Airlines, la aerolínea nacional. En enero de 2021, con la designación de Khalid Payenda como Ministro de Finanzas, Shah Ibrahimi pasó a ser Viceministro de Aduanas e Ingresos de Afganistán.
Tras la renuncia de Payenda al cargo de Ministro el 11 de agosto de 2021, debido a la Ofensiva Talibán, Ibrahimi pasó a ser Ministro de Finanzas, en carácter de encargado. Ocupó tal oposición efímeramente por 4 días, pues el 15 de agosto el régimen de la República Islámica fue derrocado. 
Como director de la Aerolínea Nacional fue sucedido interinamente por Saleem Rahimi y por Qari Rahmatullah Gulzad como director designado por los talibanes.
También fue profesor adjunto de negocios en la Universidad Americana de Afganistán.